# Calicorema
Calicorema é um género botânico pertencente à família Amaranthaceae.

## Espécies
- Calicorema capitata
- Calicorema squarrosa